# 진의귀
진의귀(陳義貴, ? ~ 1424년 10월 1일)는 고려 말 조선 초의 문신이다. 자는 수지(守之), 호는 율정(栗亭)이다.

## 생애
1374년(공민왕 23) 동진사(同進士) 20위로 문과에 급제했다.
1389년(창왕 원년) 유구국(琉球國) 중산왕(中山王) 찰도(察度)가 고려에 칭신하며 예물을 보냈을 때, 그 영접사(迎接使)를 맡았다.
이듬해 좌상시(左常侍)로 임명되었으나, 윤귀택(尹龜澤)을 판서운관사(判書雲觀事)로 제수하는 고신(告身)에 여러 달 동안 서명하지 않았으므로, 또 그 이듬해 3월 우상시(右常侍) 정습인(鄭習仁) 등 다른 낭사(郎舍) 8명과 함께 외방에 유배되었다가, 11월 경외종편(京外從便)이 허락되었다.
조선이 개국된 후인 1401년(태종 원년) 좌사간(左司諫)으로 재기용되었으나, 이듬해 사헌부(司憲府)와 사간원(司諫院)의 관리들이 서로 탄핵하는 일이 일어나자 광주(廣州)에 안치되었다.
같은 해 형조전서(刑曹典書)로 복직되어, 명의 도망병인 임팔라실리(林八剌失里) 등을 구속하고 요동(遼東)에 다녀왔다.
1409년(태종 9) 7월 이조참의(吏曹參議)로 옮겼다가, 9월 공안부윤(恭安府尹) 이고(李皐)가 사직하자 그 자리를 대신했다.
1424년(세종 6) 졸했다.

## 본관에 대해
17세기의 보학자(譜學者)인 조종운(趙從耘)은 자신의 저서인 『씨족원류』에서 진의귀를 진충귀(陳忠貴)의 형제로 추측했다.